# 上海人民大舞台
人民大舞台是位於中華人民共和國上海市黃浦區浙江北路、廣西北路和九江路之間的劇場，佔地面積2373平方米，建築面積7725平方米，共有5層。

## 歷史
人民大舞台始建於1910年（一說1909年12月30日），最初名為文明大舞臺，以演出京劇為主。1912年起，劇場在沒有京劇表演時會放映電影。1919年，文明大舞臺被黃金榮收購，並更名為榮記大舞臺。1933年拆除，暫時停業。1934年9月10日，新建築重新開張。1941年1月13日更名為大舞臺電影院，不過在只放映了一部粵語電影後，1月15日又更名為鑫記大舞臺。1951年1月26日，劇場被上海市人民政府文化局贖買，並更名為國營人民大舞台。1966年更名為人民大劇場。1978年（一說1976年）恢復舊名人民大舞臺。21世紀，上海誠亞房地產發展發展有限公司接手人民大舞台的改建工作。改建後的人民大舞台於2011年5月2日正式開業。